# Emanuel Félix de Wimpffen

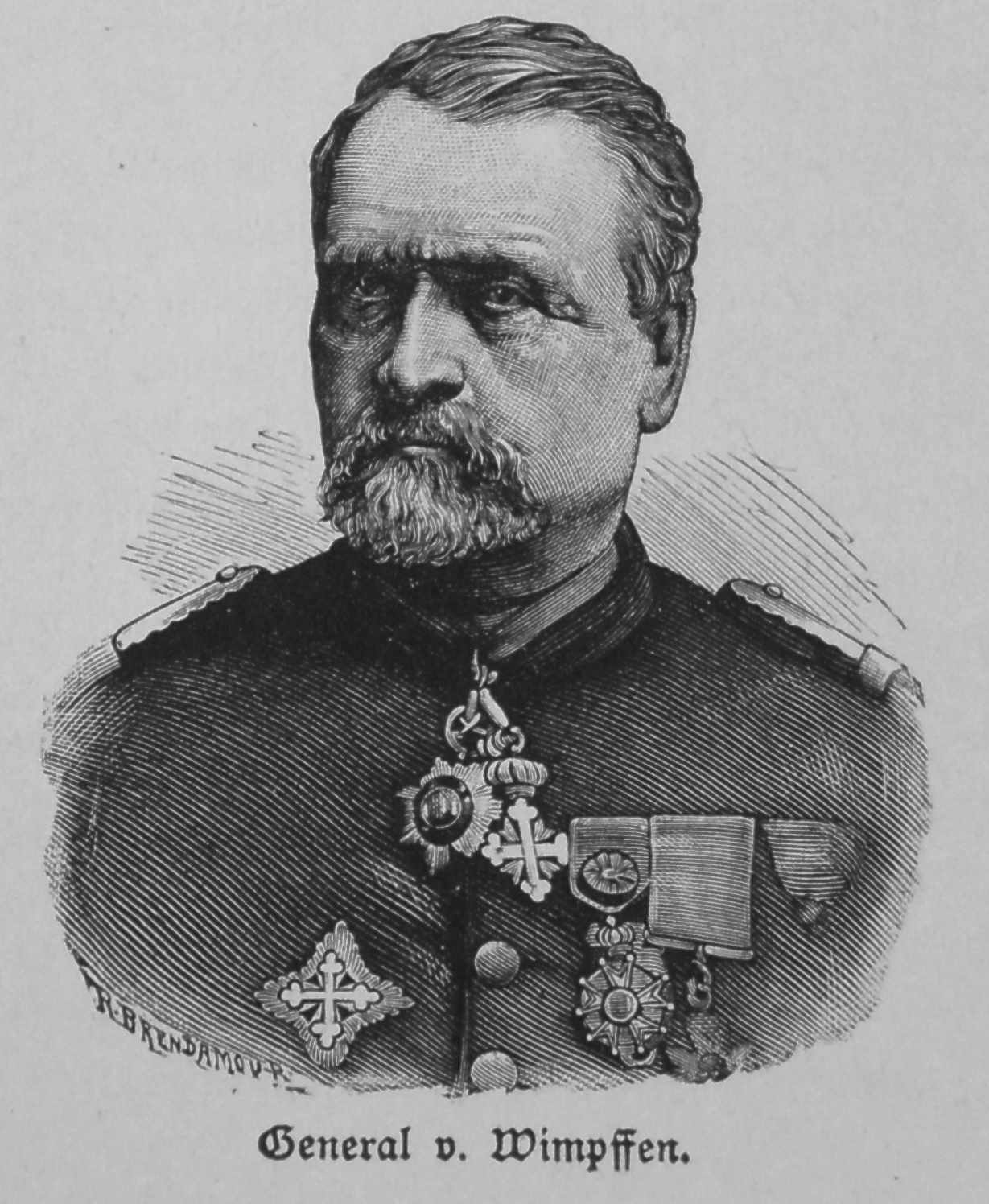
General von Wimpffen

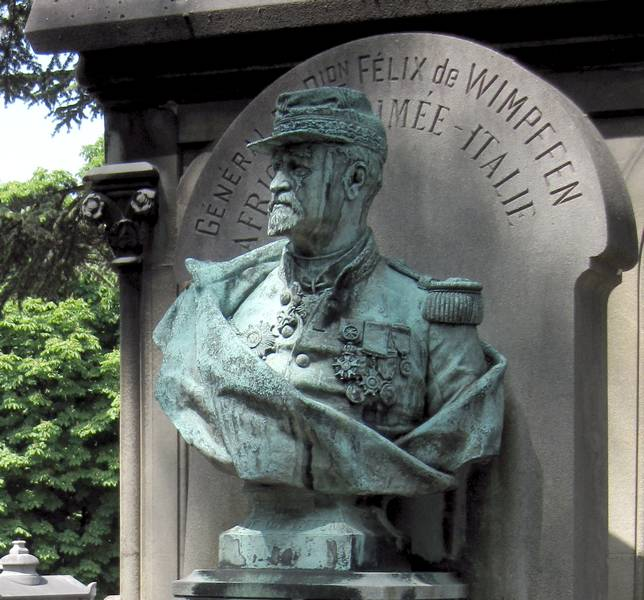
Büste auf dem Grab-Monument

Emanuel Felix Freiherr von Wimpffen (* 13. September 1811 in Laon; † 26. Februar 1884 in Paris) war ein französischer General deutscher Abstammung.

## Leben
Emanuel Félix de Wimpffen war ein Enkel von Felix von Wimpffen. Er besuchte die Militärschule in Saint-Cyr und trat in ein Infanterieregiment ein. Wimpffen diente längere Zeit in Algier, wo er die Turkos organisierte und befehligte ein Regiment derselben im Krimkrieg. 1855 wurde er Général de brigade. Wimpffen zeichnete sich 1859 im Sardinischen Krieg aus und wurde Général de division. Dann wurde er wieder nach Algerien gesandt, wo er erst die Provinz Algier, dann Oran verwaltete und im März 1870 einen gefährlichen Aufstand unterdrückte.
1870 im Deutsch-Französischen Krieg mit dem Kommando des V. Armeekorps an Faillys Stelle beauftragt, traf er am 31. August bei der Armee in Sedan ein, übernahm am 1. September nach Mac Mahons Verwundung den Oberbefehl und unterzeichnete am 2. September die Kapitulation.
Er lebte darauf in Algier und starb am 26. Februar 1884 in Paris und ist dort auf dem Cimetière du Père-Lachaise beigesetzt.

## Werke
- Sedan. - Paris : Librairie Internationale, 1871
- Réponse au général Ducrot : Par un officier supérieur. – Paris : Librairie Internationale A. Lacroix, Verboeckhoven & Cie, 1871
- La situation de la France et les réformes nécessaires. - 1873
- La Nation armée. - Paris : Dentu, 1876

Aus seinen nachgelassenen Papieren gab Emile Corra heraus:
- La bataille de Sedan, les véritables coupables : Histoire complète, politique et militaire d'après des matériaux inédits, élaborés et coordonnés. - Paris : Paul Ollendorff, 1887; deutsch Augsburg 1889